# Aubiac (Gironda)
Aubiac é uma comuna francesa na região administrativa da Nova Aquitânia, no departamento da Gironda. Estende-se por uma área de 5,57 km². Em 2010 a comuna tinha 281 habitantes (densidade: 50,4 hab./km²).